# بابی یار

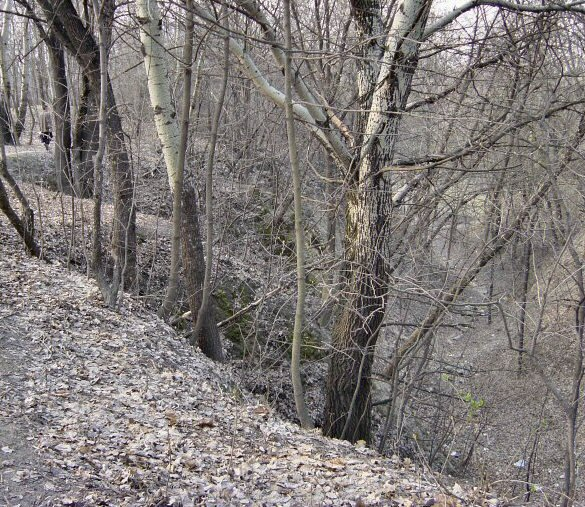
نمایی از بابی یار، درّه‌ای در شهر کی‌یف - ۲۰۰۳

بابی یار (به روسی: Бабий Яр) نام درّه‌ای در شهر کی‌یف اوکراین فعلی و شوروی سابق است که بزرگ‌ترین کشتار هولوکاست در آن به وقوع پیوسته‌است.
تنها در روزهای ۲۹ و ۳۰ سپتامبر ۱۹۴۱ تعداد ۳۳٬۷۷۱ یهودی به دستور سرلشکر فردریش یکلن، رهبر نیروهای اس‌اس در این مکان کشته‌شدند.
از جمله دیگر کشته‌شدگان بابی یار می‌توان از اسرای جنگی شوروی، کولی‌ها، کمونیست‌ها، ناسیونالیست‌های اوکراینی و تعدادی از غیرنظامیان نام برد؛ در سال ۲۰۰۳ فیلمی بر مبنای همین کشتار ساخته شد. تخمین زده می‌شود بین ۱۰۰٬۰۰۰ تا ۱۵۰٬۰۰۰ نفر در این دره کشته شده باشند.